# Шафрановая революция

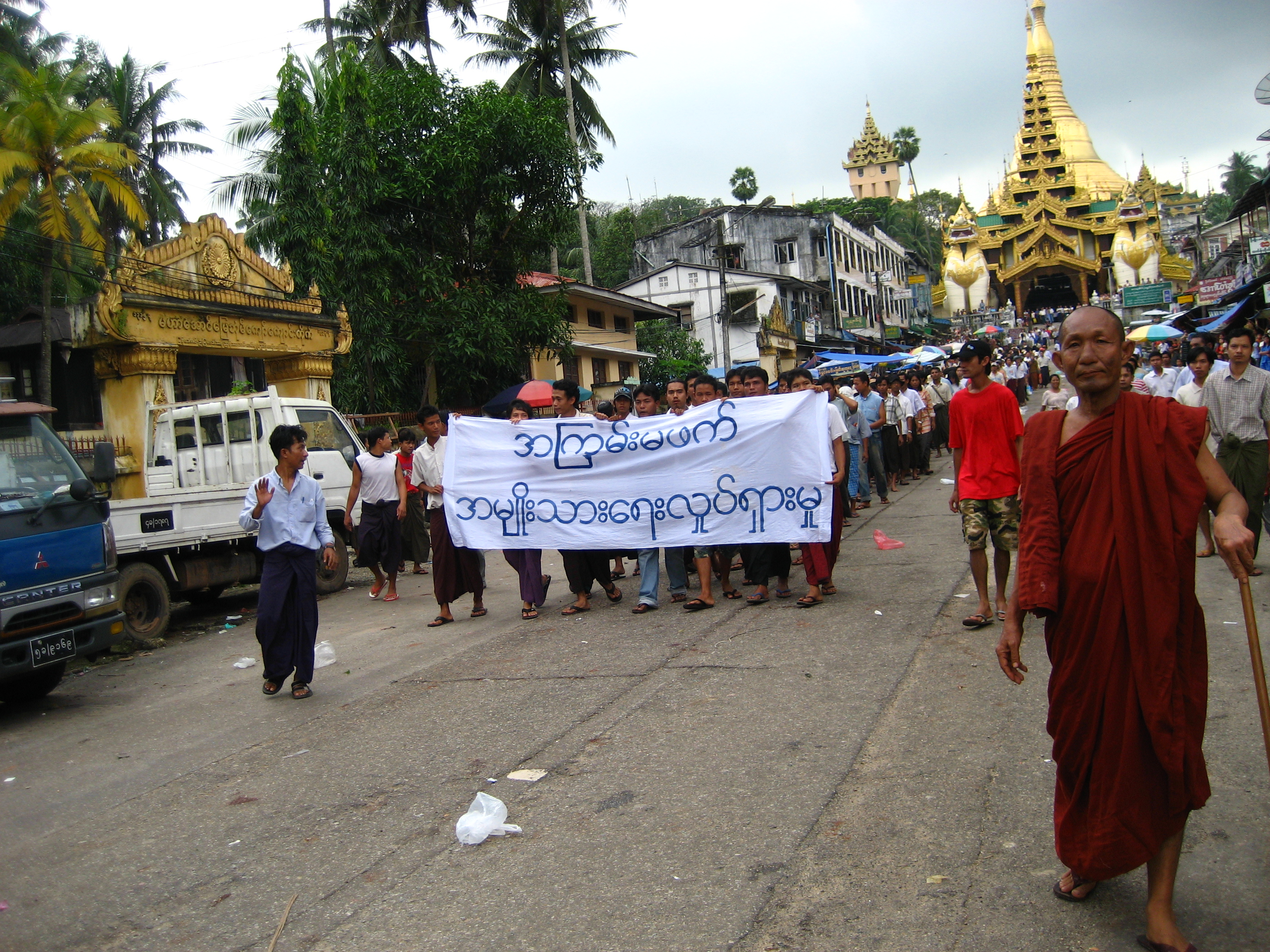
Демонстранты в Янгоне.

Шафрановая революция (бирм. ရွှေဝါရောင် တော်လှန်ရေေေ) — серия антиправительственных протестов в Мьянме на протяжении 2007 года. Непосредственной причиной начала протестов 15 августа было не объявленное до того момента решение правящего режима, Государственного совета мира и развития, отменить субсидии на топливо, что привело к резкому скачку цен на дизельное топливо и бензин — на 66 %, а цен на сжиженный природный газ — в пять раз; такой рост цен произошёл меньше чем за неделю.
Во главе протестов встали студенты и оппозиция, в том числе женщины. Проводились кампании ненасильственного сопротивления. Сначала режим мгновенно отреагировал на них, десятки протестующих были арестованы и задержаны. С 18 сентября к протестам присоединились тысячи буддистских монахов, пока они не были грубо разогнаны правительственными силами 26 сентября. В итоге протесты были подавлены, однако привели к некоторым реформам и выборам нового правительства.
Термин «шафрановая революция» возник от цвета одеяний буддистских монахов, которые были вождями протестов.